# My War
| 전문가 평가                   | 전문가 평가 |
| 평가 점수                     | 평가 점수   |
| 출처                          | 점수        |
| ----------------------------- | ----------- |
| AllMusic                      | [ 1 ]       |
| The Boston Phoenix            | [ 2 ]       |
| Christgau's Record Guide      | B−          |
| Encyclopedia of Popular Music | [ 4 ]       |
| The Great Rock Discography    | 6/10        |
| MusicHound Rock               | 3/5         |
| Punknews.org                  | [ 7 ]       |
| The Rolling Stone Album Guide | [ 8 ]       |

《My War》는 미국의 하드코어 펑크 밴드 블랙 플래그의 두 번째 스튜디오 음반이다. 이 음반은 1984년에 발매된 세 장의 스튜디오 음반 중 첫 번째 음반이다. 이 음반은 LP의 B-사이드로 인해 팬들을 분열시켰고, 밴드는 첫 번째 음반인 《Damage》 (1981년)에서 더 빠른 하드코어 펑크 밴드로서의 기대를 세운 후 무거운 블랙 사바스 스타일의 터덕터덕 걸음 속도를 늦췄다.
밴드가 음반에 자신의 이름을 사용하는 것을 금지하는 법적 문제가 발생한 후, 블랙 플래그는 더 다양한 스타일을 포함한 새로운 음악 접근 방식으로 스튜디오로 돌아왔고, 그 결과 정통 펑크 음악을 받아들이기 어려웠다. 라인업은 다섯 명의 멤버에서 세 명의 보컬리스트 헨리 롤린스, 드러머 빌 스티븐슨, 그리고 공동 창립 기타리스트 그렉 긴으로 축소되었다. 긴은 베이시스트 척 두카우스키가 녹음 직전에 밴드를 떠나면서 "데일 닉슨"이라는 이름으로 베이스 기타를 두 배로 연주했다. 이 음반에는 두카우스키가 작곡한 두 곡의 트랙이 포함되어 있다.
LP의 A-사이드는 펑크 음악에서 이례적으로 기타 솔로를 특징으로 하는 6개의 일반적으로 고속의 쓰라시 하드코어 트랙으로 구성되어 있다. B-사이드에는 각각 6분 간격으로 끊어지는 세 개의 무거운 트랙이 있으며, 이 트랙들은 엄청나게 느린 템포와 어둡고 끊임없는 자기혐오의 가사를 담고 있다. 1984년 음반을 투어할 때 밴드 멤버들은 머리를 길게 기른 상태였고, 사운드의 변화와 함께 하드코어 스킨헤드 팬층은 더욱 멀어졌다. 음반 발매 당시 엇갈린 반응에도 불구하고 《My War》는 블랙 플래그의 중요한 음반 중 하나로 명성을 얻었으며, 포스트 하드코어, 슬러지 메탈, 그런지, 그리고 매스 록의 발전에 큰 영향을 미쳤다.

## 배경
1978년, 블랙 플래그의 기타리스트이자 공동 창립자인 그렉 긴은 자신의 햄 라디오 사업인 솔리드 스테이트 트랜스미터즈를 SST 레코드로 전환하여 밴드의 첫 번째 EP 《Nervous Breakdown》을 발매했다. 곧 SST는 1980년 미닛맨의 《Paranoid Time》을 시작으로 다른 밴드들의 녹음도 발매했다.
블랙 플래그는 1981년 유니콘 스튜디오에서 첫 번째 음반 《Damaged》를 녹음하고 MCA 레코드와 계약을 체결했다. 유니콘 레코드는 MCA 레코드와 배급을 담당하고 있었다. MCA 레이블의 사장 알 버가모는 이 음반을 듣고 "반부모"라고 부르며 발매를 중단했지만, SST의 공동 소유주인 조 칼두치는 이것이 MCA가 재정적으로 어려움을 겪고 있는 유니콘과의 관계를 끊기 위한 가식이라고 주장한다. 밴드는 이미 압박을 받고 있던 2만 장의 《Damaged》를 입수하여 배포하고 버가모의 "반부모" 인용문을 표시하는 레이블로 장식했다. SST가 유니콘과 유니콘으로부터 미지급 로열티를 성공적으로 청구하면서 법적 문제가 발생하여 진과 공동 창립 베이시스트 척 두카우스키가 5일간 감옥에 갇히고 밴드가 자신의 이름으로 자료를 발매하는 것을 금지하는 금지 명령을 받았다. 더블 음반 《Everything Went Black》은 1982년 SST에서 밴드 이름 없이 미공개 자료를 모은 음반이다. 1983년 유니콘의 파산으로 밴드는 금지 명령에서 벗어났다.

## 곡 목록
| #  | 제목                              | 작사·작곡       | 재생 시간 |
| -- | --------------------------------- | --------------- | --------- |
| 1. | 〈My War〉                        | 척 두카우스키   | 3:46      |
| 2. | 〈Can't Decide〉                  | 그렉 긴         | 5:22      |
| 3. | 〈Beat My Head Against the Wall〉 | 긴              | 2:34      |
| 4. | 〈I Love You〉                    | 두카우스키      | 3:27      |
| 5. | 〈Forever Time〉                  | 긴, 헨리 롤린스 | 2:30      |
| 6. | 〈The Swinging Man〉              | 긴, 롤린스      | 3:04      |

| #  | 제목                    | 작사·작곡  | 재생 시간 |
| -- | ----------------------- | ---------- | --------- |
| 7. | 〈Nothing Left Inside〉 | 긴, 롤린스 | 6:44      |
| 8. | 〈Three Nights〉        | 긴, 롤린스 | 6:03      |
| 9. | 〈Scream〉              | 긴         | 6:52      |